# Cucurutxo

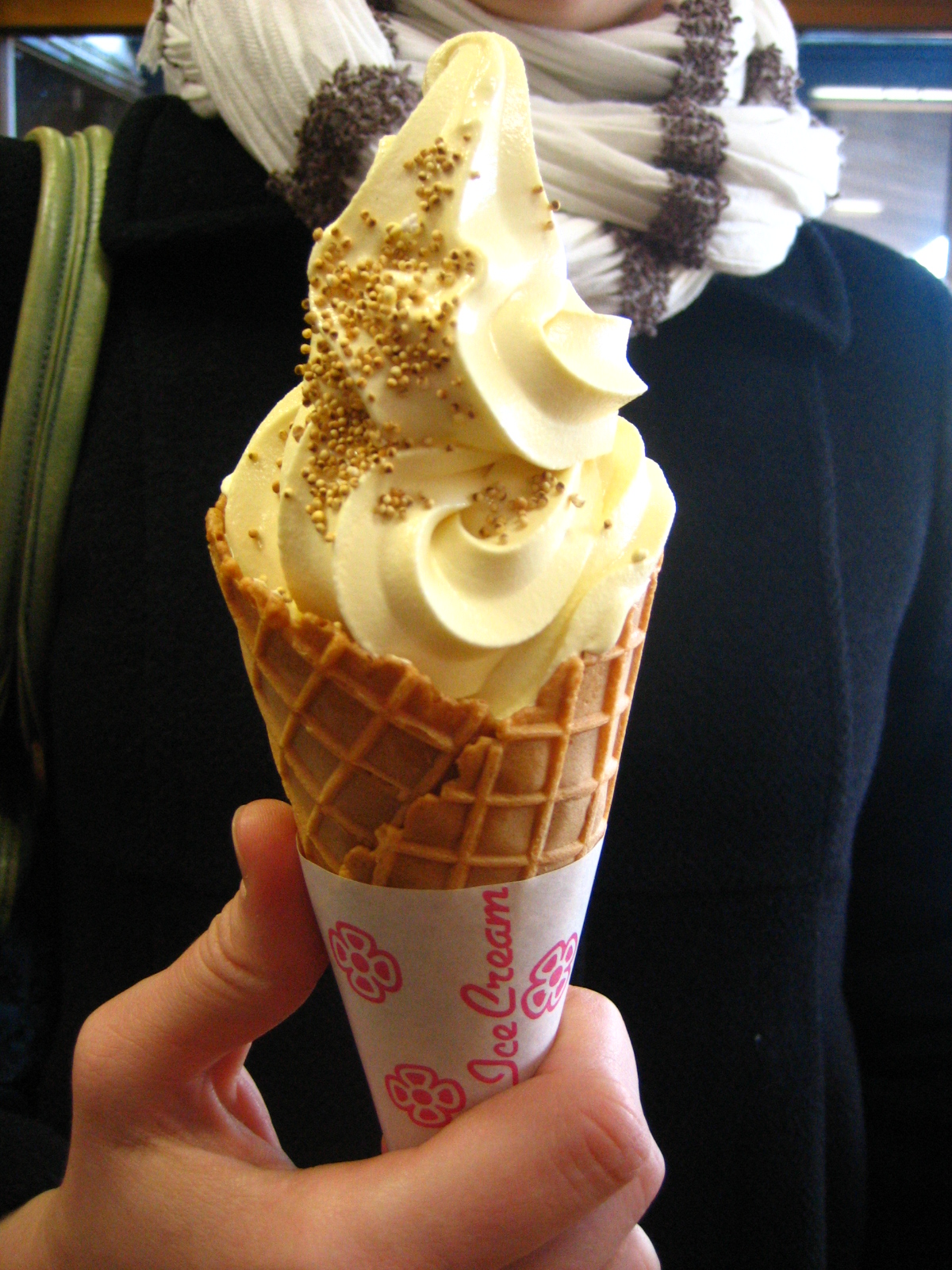
Cornet: Gelat en cucurutxo.

Un cucurull, cucurutxo o cucurulla és una neula enrotllada formant una figura normalment cònica. Quan és realitzada amb una làmina de paper o de cartó és una paperina, papera, mesura o aluda.
S'utilitza per a embalar qualsevol conjunt de coses menudes al seu interior. És molt usat per a aliments i emprat per a transportar fàcilment el contingut a la mà empomant per sota la paperina. Comunament els cucurulls de galeta de tipus neula contenen gelats i es diuen cornets i els de paper o cartó, caramels, fruita seca o qualsevol altre tipus d'aliment (sòlids en grànuls més o menys grossos, llavors com mongetes, pèsols, cigrons, dolços, etc).